# يان لولور
يان لولور (بالإنجليزية: Ian Lawlor)‏ (27 أكتوبر 1994 في جمهورية أيرلندا - ) هو لاعب كرة قدم أيرلندي في مركز حراسة المرمى. شارك مع منتخب جمهورية أيرلندا تحت 19 سنة لكرة القدم ومنتخب جمهورية أيرلندا تحت 20 سنة لكرة القدم ومنتخب جمهورية أيرلندا تحت 21 سنة لكرة القدم. أما مع النوادي، فقد لعب مع مانشستر سيتي ونادي بارنت ونادي بوري.

## وصلات خارجية
- يان لولور على موقع قاعدة بيانات كرة القدم.إي يو (الإنجليزية)
- يان لولور على موقع Soccerway.com (الإنجليزية)
- يان لولور على موقع AS.com (الإسبانية)